# Chrysosplenium glaberrimum
Chrysosplenium glaberrimum là một loài thực vật có hoa trong họ Saxifragaceae. Loài này được W.T.Wang miêu tả khoa học đầu tiên năm 1981.